# Святкина, Клавдия Андреевна
Кла́вдия Андре́евна Свя́ткина (1912, Алатырь — 1990, Казань) — советский врач-педиатр, доктор медицинских наук, профессор. Заслуженный деятель науки Татарской АССР (1964), Заслуженный деятель науки РСФСР (1970).

## Биография
В 1938 году окончила Казанский медицинский институт, а затем аспирантуру в клинике известного педиатра профессора Е. М. Лепского (1879—1955).
В период Великой Отечественной войны работала врачом в эвакуационных госпиталях Казани.
В 1944—1985 преподавала в Казанском медицинском институте.
В 1955 защитила докторскую диссертацию «К патогенезу рахита (клинические и экспериментальные исследования)».
В 1955—1982 — заведующая кафедрой факультетской педиатрии; с 1959 — профессор.
Под руководством К. А. Святкиной кафедра стала крупным научным центром по изучению рахита и других детских заболеваний костной патологии. Автор монографий «Лечение рахита», «Современные методы лечения рахита» (1968) и других научных публикаций.
Подготовила 2 докторов и 11 кандидатов наук.

## Награды
- Награждена орденами Отечественной войны 1-й и 2-й степеней, Красной Звезды, а также медалями.

## Заслуги и память
- 22 марта 2012 года в конференц-зале гостиницы «Гранд отель Казань» состоялась республиканская научно-практическая конференция, посвящённая 100-летию со дня рождения профессора К. А. Святкиной[3].

## Основные публикации
- Святкина К. А., Хвуль А. М., Рассолова М. А. Рахит / Под ред. проф. П. А. Пономаревой. — М.: Медицина, 1964. — 224 с. — 14 000 экз.
- Святкина К. А., Белогорская Е. В., Кудрявцева Н. П. Детские болезни: Учебник для медучилищ. — М.: Медицина, 1980. — 368 с. — 100 000 экз.